# Александър (остров, Канада)

Остров Александър (на английски: Alexander Island) е 53-тият по големина остров в Канадския арктичен архипелаг. Площта му е 484 км2, която му отрежда 66-о място сред островите на Канада. Административно принадлежи към канадската територия Нунавут. Необитаем.
Остров Александър е най-южният от групата от четири острова (Ил Вание, Камерън, Александър и Маси) известни под името о-ви Батърст и намиращи се на северозапад от големия остров Батърст в централната част на Канадския арктичен архипелаг. На север широкия едва 3 км проток Бойер (Boyer Strait) го отделя от остров Маси. На юг протока Пел (ширина 3 км, Pell Strait) и на изток залива Ърскин го отделят от остров Батърст.
Островът има овална форма, издължен от изток на запад на 43 км, а ширината му от север на юг е 19 км. Дължината на бреговата му линия е 129 км и е слабо разчленена, с изключение на няколкото удобни залива по северното и южно крайбрежие. Релефът е хълмист с височина от 60 до 173 м с дълбоко всечени долини, по които през краткото арктическо лято текат къси бурни реки.
Цялата група острови Батърст е открита през май 1853 г. от отряда на Джордж Хенри Ричардс и Шерард Осбърн, участници в британската арктическа експедиция на Едуард Белчер, но двамата изследователи остават с впечатлението, че са открили един голям остров, който назовават Камерън. Чак през 50-те години на XX век е доказано островното положение на остров Александър и останалите три острова в групата.
|  | Тази страница частично или изцяло представлява превод на страницата „Александер (остров)“ в Уикипедия на руски. Оригиналният текст, както и този превод, са защитени от Лиценза „Криейтив Комънс – Признание – Споделяне на споделеното“, а за съдържание, създадено преди юни 2009 година – от Лиценза за свободна документация на ГНУ. Прегледайте историята на редакциите на оригиналната страница, както и на преводната страница, за да видите списъка на съавторите. ВАЖНО: Този шаблон се отнася единствено до авторските права върху съдържанието на статията. Добавянето му не отменя изискването да се посочват конкретни източници на твърденията, които да бъдат благонадеждни. |